# Streblote fainae
Streblote fainae (коконопряд туранговий) — вид метеликів родини Коконопряди (Lasiocampidae). Один з 10 видів у складі південнопалеарктичного роду Streblote.

## Спосіб життя
Гусениці розвиваються на тополі Populus pruinosa. Зимує лялечка в коконі, на початку весни виводяться метелики, які відкладають яйця. За сезон розвивається 2-3 покоління.

## Поширення
Відносно рідкісний ендемічний середньоазійський вид. Streblote fainae мешкає у турангових тугайних лісах та дібровах, заплавах вздовж русла річок Амудар'я, Сирдар'я та Сурхандар'я в Узбекистані. Також відомий у Таджикистані: в нижній течії річки Вахш, у заповіднику «Тигрова Балка», у нижній течії річки Кафірніган. Також наявний у Туркменістані.

## Охорона
Вид внесено до Червоної книги Республіки Узбекистан. Чисельність популяції стабільно низька. Виду загрожує вирубування тугайових лісів. Також внесено до Червоної книги Таджикистану та Червоної книги Туркменістану (1999).